# Carmelo Scicluna
Carmelo Scicluna (* 3. August 1800 in Qormi; † 12. Juli 1888) war ein maltesischer römisch-katholischer Geistlicher und Bischof von Malta.

## Leben
Die Priesterweihe empfing Carmelo Scicluna am 18. Dezember 1824.
Papst Pius IX. ernannte ihn am 15. März 1875 zum Bischof von Malta sowie zum Titularerzbischof von Rhodus. Die Bischofsweihe spendete ihm am 11. April desselben Jahres Francesco Converti OFMObs, Erzbischof von Reggio Calabria; Mitkonsekratoren waren Francesco Saverio Mangeruva, Bischof von Gerace, und Antonius Grech-Delicata-Testaferrata-Cassia, Bischof von Gozo. Im Jahr 1880 ordnete Erzbischof Scicluna an, dass die alljährliche Karfreitagsprozession auch tatsächlich am Karfreitag anstatt wie bisher am Gründonnerstag abgehalten werden sollte. Im August 1884 wurde ihm wegen seines fortgeschrittenen Alters und körperlicher Schwäche Antonio Maria Buhagiar OC, Titularbischof von Ruspae, als Apostolischer Administrator zur Seite gestellt.
Carmelo Scicluna starb im Alter von 87 Jahren, nachdem er 13 Jahre lang als Bischof von Malta amtiert hatte. Die Trauerfeier fand in der St. John’s Co-Cathedral in Valletta statt. Beigesetzt wurde er in der Kathedrale St. Paul in Mdina.